# Aéroport Domine-Eduard-Osok
L'Aéroport de Sorong (ou Aéroport Domine Edward Osok) (code IATA : SOQ • code OACI : WASS) est un aéroport desservant la ville de Sorong, dans la province de Papouasie du Sud-Ouest, en Indonésie. C'est un des aéroports les plus importants de la Péninsule de Doberai. Il remplace l'ancien aéroport Jefman, ancienne base aérienne datant de la Seconde Guerre Mondiale, devenu trop petit et situé sur l'île de Jefman.

## Situation
| Banda Aceh Denpasar Pangkal · Pinang Tanjung · Pandan Djakarta-Soekarno-Hatta Bengkulu Solo Semarang Pangkalan · Bun Palangkaraya Sampit Palu Djakarta-Halim Perdanakusuma Samarinda Malang Surabaya Balikpapan Ende Kupang Komodo Gorontalo Jambi Bandar Lampung Ambon Tarakan Ternate Manado Gunung · Sitoli Medan Wamena Biak Merauke Timika Jayapura Pekanbaru Batam Tanjung · Pinang Bau-Bau Banjarmasin Makassar Palembang Bandung Pontianak Ketapang Bima Lombok Manokwari Sorong Padang Yogyakarta |

## Compagnies aériennes et destinations
| Compagnies                                         | Destinations                                                                                               |
| -------------------------------------------------- | --- |
| Batik Air                                          | Djakarta-S.-Hatta, Makassar-Sultan-Hasanuddin, Manokwari (en), Surabaya-Juanda                             |
| Garuda Indonesia                                   | Djakarta-S.-Hatta                                                                                          |
| Garuda Indonesia opéré par Explore and Explore Jet | Ambon-Pattimura, Jayapura-Sentani, Makassar-Sultan-Hasanuddin, Manado-S. Ratulangi, Manokwari (en), Timika |
| Lion Air                                           | Manado-S. Ratulangi, Jayapura-Sentani                                                                      |
| NAM Air                                            | Ambon-Pattimura, Fakfak, Djakarta-S.-Hatta, Jayapura-Sentani, Manado-S. Ratulangi,                         |
| Sriwijaya Air                                      | Makassar-Sultan-Hasanuddin, Manokwari (en), Surabaya-Juanda, Timika                                        |
| Susi Air                                           | Ayawasi (en), Bintuni, Inanwatan, Kabare, Teminabuan, Waisai                                               |
| Wings Air                                          | Ambon-Pattimura, Babo, Fakfak, Manado-S. Ratulangi, Manokwari (en),                                        |
| XpressAir                                          | Jayapura-Sentani, Manado-S. Ratulangi, Manokwari (en), Fakfak                                              |

Édité le 11/04/2018